# Перевтілення Хуана Ромеро
Перевтілення Хуана Ромеро (англ. The Transition of Juan Romero) — оповідання американського письменника-фантаста Говарда Лавкрафта, написане 16 вересня 1919 року і вперше опубліковане в 1944 році.

## Сюжет
Історія розповідає про шахту, яка відкриває дуже глибоку прірву, надто глибоку, щоб жодна звукова лінія могла дістатися дна. Вночі після виявлення прірви оповідач і один з робітників шахти, мексиканець Хуан Ромеро, наважуються разом спуститися в шахту, яких проти їхньої волі тягне таємниче ритмічне пульсування в середині землі. Ромеро досягає прірви першим, і вона його поглинає. Оповідач зазирає за край, щось бачить — «але, Боже, я не смію сказати тобі, що я бачив!» — і втрачає свідомість. Наступного ранку оповідача і загиблого Ромеро знаходять у своїх ліжках. Інші шахтарі присягаються, що ніхто з них не виходив зі своєї каюти тієї ночі. Провалля також зникло.

## Персонажі
- Оповідач — учений, який не називає свого імені. Він читав, що його ім'я і походження навряд чи будуть цікаві нащадкам і краще не тягнути їх у майбутнє. Він був емігрантом, який опинився в одній із Північних колоній США, тому він вирішив розлучитися зі своїм минулим. Навчався в Оксфорді, за часів служби в Індії він набагато більше зблизився з мудрими сивобородими старцями, ніж зі своїми побратимами-офіцерами. Він був занурений у стародавні східні вчення, коли нещастя перевернуло все його життя, і він почав будувати його наново на теренах Західної Америки, змінивши ім'я і влаштувавшись чорноробом на знаменитий Північний рудник. Володів старовинним індійським перснем хитромудрої форми, що нагадувало про минуле його життя.
- Хуан Ромеро — був одним із багатьох напівдиких мексиканців, що стікалися на рудник із сусідніх областей, але незвичайна зовнішність виділяла його з натовпу. Він красномовно являв собою тип індіанця, але з більш блідим кольором шкіри і вишуканою статтю, що робили його настільки несхожим на місцевих замухриг. Цікаво, що, відрізняючись від більшості індіанців, як іспанізованих, так і корінних, зовнішність Ромеро не була позначена знаками спорідненості з білою расою. Неосвічений і замурзаний, він був своїм серед мексиканців. Його знайшли дитиною в сирій халупі в горах: він був єдиним, хто пережив епідемію, що принесла смерть в округу. Вирощений мексиканцем, який промишляв викраденням великої худоби, Хуан успадкував його ім'я і мало чим відрізнявся від інших. Він знав лише кілька слів англійською.

## Навіяння
Оповідання було призначене для вузького коло читачів-колег. Написане менше ніж за день, твір мав на меті швидко продемонструвати, як можна цікаво застосувати пустелю, як локацію, і інтерпретувати її, та показати як приклад того, що Лавкрафт називав «нудна нитка» (з анг. dull yarn).
Лавкрафт дезавуював це оповідання на початку своєї письменницької кар'єри та не дозволив опублікувати його за життя. Також це оповідання не з'являється в більшості зібраннях творів автора. Здається, він нікому не показував оповідання до кінця свого життя, доки не передав рукопис Роберту Г. Барлоу, щоби він міг підготувати його машинопис.
Лавкрафт згадує Нову Іспанію, хоча немає уточнення з приводу цієї назви, вона може стосуватися Луїзіани (Нова Іспанія) або натякати на Віцекоролівство Нової Іспанії, що може привносити невідповідність оточення справжньому. Події відбуваються у вигаданих містах "Країни Лавкрафта".
Згадується Уїцилопочтлі, мезоамериканське божество, пов'язане з людськими жертвоприношеннями, що вказує на те, що перевтілення Хуана Ромеро міг бути пов'язаний з ритуалом жертвоприношення.